# モモトンボ
モモトンボ (Momotombo) は、ニカラグアにある火山で、レオン市から程遠からぬマナグア湖畔に聳え立っている。1610年の噴火で、近郊にあったスペイン人入植地の住人は避難を余儀なくされた。この入植地の遺構はレオン・ビエホ（旧レオン）として保存され、世界遺産に登録されている。
この火山は左右対称の均整のとれた姿をしており、その形はニカラグアのシンボル的存在として、マッチ箱の表紙絵から革命的な壁画にいたるまで様々な場所に用いられている。第一次世界大戦以前から大変人気のある観光地で、噴火の前年の1904年にはニカラグアを訪れる観光客に最も人気のあるスポットであった。
火山の南側面には大規模な地熱地帯が存在する。登山をするには、地熱発電プラントを横切る許可が必要であり、森林限界までずっと標識のある山道が続く。火山活動と地すべりのため、森林限界から山頂までのルートは頻繁に変更されている。最短ルートは、小規模な地すべりの跡を通って真っすぐに登ることである。

## 火山の歴史
- 1522年 - 顕著な噴火活動を見せる。
- 1609年 - 噴火があり、大規模な地震がレオン地方を襲う。1610年の噴火で、旧レオンは現在のレオンの場所へ移転した[1]。
- 1764年 - 強い噴火が起きる。

1849年から1905年の間に10回噴火
- 1870年 - 強く長い地震が生じる。
- 1885年 - 10月に大量の蒸気が噴出し、15分ごとに地震が起きた。
- 1886年 - 2月に幾晩も噴火口に火炎が観測され、5月20日に激しい噴火によって大量の蒸気を噴出し、火山灰を西の方向へ降らせ、溶岩がマナグア方面へ流れた。5月23日、火山の噴火による火山灰の濃い雲によって、レオン、コリント、チナンデガの各都市は完全に真っ暗闇となった。
- 1905年 - 噴火が起こり、溶岩が流出。
- 1918年 - 月の間、大量の水蒸気が噴出した。
- 2005年 - マグニチュード3の地震活動。
- 2015年 - 12月1日、噴火。火山灰やガスを含む噴煙が火口から上空1000mまで達した[2]。噴煙がマナグア湖に振り注がれた[1]。